# Лабудев, Василий Иванович
Васи́лий Ива́нович Ла́будев (20 марта 1903 — 11 января 1993) — советский военачальник, генерал-майор авиации (19.08.1944 г.), командир дивизий дальней авиации во время Великой Отечественной войны.

## Биография
Родился 20 марта 1903 года в селе Новый Барецк Речицкого уезда Минской губернии Российской империи (ныне Речицкий район в Гомельской области в Белоруссии). По национальности белорус. В Красной Армии с февраля 1926 года.
В 1926 году окончил военно-теоретическую школу ВВС РККА в Ленинграде , 2-ю военную школу лётчиков имени ОСОАВИАХИМА СССР в 1928 году, Липецкие Высшие курсы усовершенствования ВВС РККА в 1940 году, авиационный факультет Высшей военной академии имени К. Е. Ворошилова в 1950 году.
По окончании Борисоглебской летной школы в 1928 году был назначен младшим летчиком в 43-ю авиаэскадрилью ВВС Белорусского военного округа. По окончании Липецких Высших курсов усовершенствования ВВС РККА в 1940 году назначен командиром 7-го тяжелобомбардировочного авиационного полка 1-го авиакорпуса ДБА ВВС Ленинградского военного округа в г. Сольцы. В этой должности принимал участие в советско-финляндской войне. Летом 1940 года участвовал в высадке десанта в Измаиле при освобождении Бессарабии.
С началом Великой Отечественной войны майор Лабудев продолжал командовать этим же полком на Северном и Северо-Западном фронтах. 21 мая 1942 года полковник Лабудев назначен заместителем командира 53-й авиадивизии дальнего действия. До конца июля 1942 года дивизия действовала в интересах Воронежского фронта. Её части наносили бомбовые удары по войскам противника в районе Касторное, уничтожали наведенные переправы на реке Дон. В ходе Сталинградской битвы дивизия совершала вылеты с аэродромов Мичуринск, затем ст. Ново-Александровка (под Армавиром). Её основными задачами были: нанесение бомбовых ударов по скоплениям резервов, танков и мотомехчастей; бомбардировка железнодорожных станций, эшелонов, складов боеприпасов и горючего; уничтожение переправ через реку Дон западнее Сталинграда, уничтожение самолётов на аэродромах.
В декабре 1942 — январе 1943 года части дивизии поддерживали наземные войска в ходе контрнаступления под Сталинградом и в операциях по разгрому окруженной группировки противника. 27 мая 1944 года дивизии присвоено почетное наименование Сталинградская, а её 1-й авиационный полк преобразован в 1-й гвардейский.
В дальнейшем дивизия в составе 5-го авиационного корпуса дальнего действия участвовала в нанесении ударов по танковым группировкам, пехоте противника в районах сосредоточения и на поле боя, железнодорожным узлам и эшелонам, переправам и мостам в полосах боевых действий Юго-Западного и Северо-Западного фронтов, в операциях на Кубани и в Курской битве.
С августа 1943 года дивизия, ведя бои на полтавском направлении, участвовала в освобождении городов Люботин и Миргород.
В январе — марте 1944 года дивизия успешно действовала в Ленинградско-Новгородской операции и при освобождении городов Красное Село и Красногвардейск, Ропши. В период прорыва блокады Ленинграда дивизия вела боевую работу по разрушению укреплений немцев и нанесению бомбовых ударов по столице Финляндии городу Хельсинки, выполнив при этом в интересах Ленинградского фронта 1175 боевых вылетов.
За умелое руководство боевой работой в период прорыва блокады Ленинграда 13 марта 1944 года полковник Лабудев награждён орденом Кутузова 2-й степени.
19 августа 1944 года присвоено звание генерал-майор авиации. В сентябре 1944 года полки дивизии принимали участие в воздушно-десантной операции с высадкой десанта в тылу противника на территории Чехословакии на аэродром Тридута.
Дивизия переформирована Директивой Генерального Штаба № орг.10/315706 от 26 декабря 1944 года из 53-й авиационной Сталинградской дивизии дальнего действия переименована в 53-ю бомбардировочную авиационную Сталинградскую дивизию и введена в состав 4-го гвардейского бомбардировочного авиационного корпуса дальнего действия.
Дивизия принимала участие в операциях:
- Нижне-Силезская наступательная операция;
- Восточно-Померанская операция ;
- Будапештская наступательная операция;
- Берлинская наступательная операция.

С января по май 1945 года дивизия выполнила 1301 боевой вылет по перевозкам грузов и вооружений в интересах наступающих фронтов, 540 боевых вылетов на бомбардировку с боевым налетом 2002 часа и 95 боевых вылетов на спецзадания с посадкой на вражеской территории с налетом 396 часов.
После войны генерал-майор Лабудев в той же должности. Дивизия базировалась на аэродромах Северной группы войск в Польше. После её расформирования в августе 1946 года назначен заместителем командира 19-го бомбардировочного авиакорпуса в составе 3-й воздушной армии дальней авиации в Северной Корее. С января 1948 года по январь 1950 года учился в Высшей военной академии им. К. Е. Ворошилова, затем назначен заместителем командира 84-го тяжелобомбардировочного авиакорпуса в составе 65-й воздушной армии дальней авиации. С августа 1953 года командовал 55-й тяжелобомбардировочной авиационной дивизией, а с марта 1955 года — 205-й тяжелобомбардировочной авиационной дивизией. 26 мая 1956 года уволен в запас.
Умер 5 мая 1995 года в Москве, похоронен на Кунцевском кладбище, участок № 1. Интересно, что на самом деле, Лабудев Василий Иванович скончался 11 января 1993 года, но поскольку в ГУК МО РФ сведений о его смерти не имелось, 4 мая 1995 года, последовал указ о его награждении Орденом Жукова. В дальнейшем, данное упущение было обнаружено, но так как Орденом Жукова, нельзя награждать посмертно, дату смерти изменили на 5 мая 1995 года, задним числом.

## Награды
Награждён орденом Ленина (1951), пятью орденами Красного знамени (1940; 1942; 1946; 1955; 1956), орденом Кутузова 2-й степени (1944), двумя орденами Отечественной войны 1-й степени (1945; 1985), орденом Красной звезды (1944), медалями.
Указом Президента Российской Федерации от 4 мая 1995 года № 413 генерал-майор авиации в отставке Лабудев Василий Иванович награждён орденом Жукова.